# I. e. 297
Évszázadok: i. e. 4. század – i. e. 3. század – i. e. 2. század
Évtizedek: i. e. 340-es évek – i. e. 330-as évek – i. e. 320-as évek – i. e. 310-es évek – i. e. 300-as évek – i. e. 290-es évek – i. e. 280-as évek – i. e. 270-es évek – i. e. 260-as évek – i. e. 250-es évek – i. e. 240-es évek
Évek: i. e. 302 – i. e. 301 – i. e. 300 – i. e. 299 –  i. e. 298 – i. e. 297 – i. e. 296 – i. e. 295 – i. e. 294 – i. e. 293 – i. e. 292

## Események

### Görögország és Kis-Ázsia
- Kasszandrosz, Makedónia királya vízkórban meghal. Utóda legidősebb fia, IV. Philipposz, ám ő is hamarosan megbetegszik és meghal. Fivérei, II. Antipatrosz és V. Alexandrosz közösen uralkodnak.
- Démétriosz átkel Görögországba, hogy megszerezze a makedón trónt. Távollétében Lüszimakhosz elfoglalja kis-ázsiai birtokait.
- Pürthosz Ptolemaiosz segítségével visszatér Épeirosz trónjára. Egy ideig II. Neoptolemosszal (Nagy Sándor nővérének, Kleopátrának fiával) együtt uralkodik, akit azonban hamarosan meggyilkoltat.
- I. Zipoitész, a kis-ázsiai Bithünia ura felveszi a királyi címet.

### Róma
- Quintus Fabius Maximus Rullianust és Publius Decius Must választják consulnak. Mivel a hírek szerint az etruszkok békét akartak kérni, mindkét consul a szamniszok ellen vonul. Q. Fabius Tifernumnál megveri a szamniszokat, P. Decius pedig az apuliabeliek felett arat győzelmet.[1]

## Halálozások
- Kasszandrosz, Nagy Sándor hadvezére, makedón király
- Csandragupta, az indiai Maurja Birodalom lemondott királya

## Fordítás
- Ez a szócikk részben vagy egészben  a(z)   297 BC című angol Wikipédia-szócikk ezen változatának fordításán alapul.  Az eredeti cikk szerkesztőit annak laptörténete sorolja fel. Ez a jelzés csupán a megfogalmazás eredetét és a szerzői jogokat jelzi, nem szolgál a cikkben szereplő információk forrásmegjelöléseként.